# Анусайа
Анусайа (пали anusaya) — скрытые наклонности, термин, которым в буддизме обозначают нездоровые ментальные факторы, присутствующие в психическом процессе и проявляющиеся в виде навязчивых идей всякий раз, когда встречаются подходящие условия. В определённом смысле все умственные загрязнения являются анусайа, но наиболее выдающимися считаются семь (шесть), перечисленных ниже. Анусайа неизбежно возникают до тех пор, пока не будут искоренены сверхмирскими путями.

## Загрязнения ума в буддизме
В буддийском учении накопление неблагих качеств ума считается одной из основных причин продолжения цикла сансары и страданий, испытываемых живыми существами. Эти неблагие качества делят на различные группы, которые, как считается, действуют на разных уровнях сознания. Есть три неблагих корня (акусала мула), лежащих в основе всех неблагих действий телом, речью и умом — жажда, ненависть и неведение. Четыре асавы, ментальных порока, известны как протечки или брожение: склонность к чувственным наслаждениям, непрерывному существованию, к заблуждению и к ложным взглядам. Более обширную группу умственных загрязнений составляют 10 оков (даса самьоджана): чувственное вожделение, гнев, тщеславие, воззрения, сомнение, привязанность к обрядам и ритуалам, жажда существования, ревность, жадность и невежество. К пяти неблаготворным умственным состояниям или препятствиям (панча ниварана) относятся: чувственное желание, злоба, лень и апатия, беспокойство и неудовлетворенность и сомнение.

## Три уровня проявления загрязнений ума
Всякий раз, когда какой-либо ощущаемый объект проходит через одну из шести дверей чувств — глаз, ухо, нос, язык, тело и ум непросветленного человека, — умственные загрязнения, присутствующие в уме, будут действовать на трёх различных уровнях:
1. анусайа (самый глубокий уровень скрытых наклонностей);
2. париюттхана (средний сознательный уровень навязчивых идей);
3. витиккама (проявленный, грубый уровень проступков).

На уровне скрытых наклонностей (анусайа) ментальные загрязнения, существующие в уме на дремлющей, тонкой или досознательной форме, пробуждаются под воздействием какого-то чувственного объекта, воспринимаемого через дверь чувств. Пробудившись, ментальные загрязнения порождают эмоции и мысли на промежуточном сознательном уровне навязчивых идей (париюттхана). Наконец, на грубом уровне эти эмоции и мысли проявляются в виде нездоровых словесных или телесных действий (витиккама). На первом и втором уровнях пробуждение дремлющих пороков и возникновение эмоций и мыслей ограничивается собственным умом, без вовлечения внешнего мира. Однако на грубом уровне нездоровые мысли и эмоции проявляются в форме словесных и/или телесных действий, что может повлиять на нравственное поведение человека с негативными последствиями как для него самого, так и для окружающих.
Слово пали anuśaya, буквально означающее «лежать с», при переводе на английский язык имеет несколько значений, таких как предубеждения, скрытые тенденции, склонности, глубинные тенденции, скрытые склонности, предрасположенности и навязчивые идеи. Они называются скрытыми, поскольку имеют тенденцию оставаться спящими в уме жизнь за жизнью, пока не будут полностью искоренены путём достижения состояния ниббаны через культивирование Благородного восьмеричного пути. Их можно сравнить с осадком в сосуде с водой, который спокойно лежит на дне, пока воду не взболтают. Тогда он всплывает и делает воду мутной и грязной. В ответ на чувственные объекты, воспринимаемые через двери чувств, скрытые тенденции порождают навязчивые мысли на уровне сознания и нездоровые словесные и телесные действия на грубоматериальном уровне. В то же время они сами получают подкрепление и продолжают накапливать силу от этих самых действий.
Скрытые наклонности можно сравнить со спящим вулканом, который при подходящих условиях пробуждается и начинает извергаться. Мы не осознаем их, поскольку они, как правило, существуют на досознательном уровне, называемом состоянием ума жизненного континуума (бхаванга-читта). Но и в спящем состоянии они способны негативно влиять на наше поведение и то, как мы реагируем на постоянно получаемые посредством дверей чувств стимулы.
В сутте Мадхупиндика сутте МН 1 Будда объяснил монахам, как восприятие ощущений через любую из шести дверей чувств приводит к умственному или концептуальному разрастанию (папанча) в непросветлённом уме. Будда перечислил вышеупомянутые семь скрытых наклонностей и подчеркнул, что в распространении концепций значительную роль играют жажда (танха), самомнение (мана) и неправильные взгляды (диттхи). Они соответствуют трём скрытым наклонностям: жажде чувственных удовольствий (камараганусая), самомнению (мананусая) и неправильным взглядам (диттханусая). Эти три скрытые наклонности имеют тенденцию интерпретировать переживания чувств через шесть дверей чувств в прошлом, настоящем и будущем в категориях «это мое», «это я» и «это я сам».
Концепции, развитые в результате разрастания, могут исказить чувственное восприятие так, что оно не будет иметь никакого сходства с исходным воспринимаемым объектом, и вызвать разнообразные эмоции, чувства, оценки, мнения, суждения, желания и ожидания. Они неизменно приводят к нежелательным негативным мыслям, страданиям и конфликтам.

## Основные скрытые наклонности
В Палийском каноне перечислены семь скрытых наклонностей:
- к чувственной жажде (камараганусая);
- к отвращению (пратигханусая);
- к самомнению (мананусая);
- к воззрениям (диттханусая);
- к сомнению (вичикиччханусая);
- к жажде к существованию (бхава-раганусая);
- к невежеству (авиджанусая).

В санскритской традиции принят список из шести скрытых наклонностей:
- к привязаности (IAST: rāga);
- к отвращению (IAST: pratigha);
- к невежеству (IAST: avidyā);
- к самомнению (IAST: māna);
- к сомнению (IAST: vicikitsā);
- к неверным воззрениям (IAST: dṛṣṭi).

Абхидхарма Сарвастивады предлагает расширенный список, в котором IAST: dṛṣṭi подразделяются на 5 подтипов, образуя 10 видов, которые в свою очередь делятся на девяносто восемь в зависимости от трёх сфер существования (чувственной, тонкоматериальной и нематериальной) и пяти классов форм.

#### Скрытая склонность к чувственной жажде (камараганусая)
Скрытая наклонность вожделению чувственного удовольствия — это привычная тенденция, существующая на досознательном уровне и лежащая в основе желания получить удовольствие от шести чувственных объектов, воспринимаемых через шесть дверей чувств: глаз, ухо, нос, язык, тело и ум. Когда через одну из дверей чувств происходит восприятие приятного объекта, вызывающего приятное чувство (сукха ведана), скрытая наклонность к вожделению чувственных удовольствий (камараганусая), которая существует в дремлющем или спящем состоянии, автоматически пробуждается и порождает мысли и эмоции на поверхностном уровне сознания. Пока мы остаёмся в неведении истинной природы чувственных объектов (аничча, дукха и анатта), эта скрытая наклонность будет привычно направлять нас на поиск чувственных объектов, считая их постоянными, приятными и субстанциальными..

#### Скрытая склонность к отвращению (пратигханусая)
Когда через одну из дверей чувств происходит контакт с неприятным или болезненным чувственным объектом, пробуждается скрытая наклонность к отвращению и вызывает навязчивые мысли на уровне сознания (париюттхана), которые затем могут перейти на грубый уровень проступка (витиккама), проявляясь в виде неблаготворных действий телом или речью. Неприятие может проявляться, например, как недоброжелательность, раздражение, противодействие, гнев, враждебность, неприязнь, злость, сопротивление, страх, беспокойство и т. д.

#### Скрытая склонность к самомнению (мананусая)
Это скрытая тенденция человека сравнивать себя с другими. Накопленная за время бесчисленных существований в цикле рождения и смерти (сансара), скрытая тенденция к гордыне или самомнению существует в спящем состоянии до тех пор, пока не вступает в контакт с чувственным объектом через одну из дверей чувств. Тогда она немедленно пробуждается и обуславливает эмоции и мысли на поверхностном уровне сознания (парияттхана). В то же время, в зависимости от эмоций, мыслей и действий, которые имели место на грубом уровне проступка (витиккама), скрытая тенденция к самомнению получает подкрепление, сохраняясь и далее.
Скрытая наклонность к самомнению связана с ложным представлением о «Я» и действует в отношении одной или нескольких из пяти совокупностей цепляния, а именно: формы (рупа), чувства (ведана), восприятия (санна), умственных формаций (санкхара) и сознания (винняна). Человек может сравнивать себя с другими по таким параметрам как каста, раса, физическая красота, сила, власть, здоровье, богатство, знания и даже свои достижения в медитации. Сравнение с другими может принимать одну из трех форм: я лучше других (сейа мана); я такой же, как другие (садиса мана); я хуже других (хина мана).

#### Скрытая склонность к ложным взглядам (диттханусая)
Из семи анусайа скрытая склонность к ложным взглядам, наряду со склонностью к жажде чувственных удовольствий и к отвращению, является наиболее сильной. Это основополагающая тенденция, которая приводит к ошибочной вере в существование постоянной сущности, называемой «Я» или «самость». То, что называют человеком, личностью или существом, есть не что иное, как психофизический комплекс (нама-рупа), состоящий из пяти совокупностей цепляния. Однако из-за извращённого мышления (випалласа), обусловленного незнанием трёх характеристик бытия: непостоянства (аничча), страдания (дуккха) и отсутствия постоянного «Я» (анатта), непросветлённые существа принимают их за «Я» или «самость» (саккая диттхи).
Четыре типа ложных воззрений по отношению к пяти совокупностей цепляния дают в результате 20 различных типов воззрения на личность. Если в качестве примера рассмотреть материальную форму или тело (рупа), то возможны следующие 4 типа воззрения на «Я»:
1. тело — это «Я»;
2. «Я» владеет телом;
3. тело находится внутри «Я» или что
4. «Я» находится в теле.

#### Скрытая склонность к сомнениям (вичикиччханусая)
Сомнение, неуверенность или нерешительность — это умственное загрязнение, которое может негативно повлиять на духовный прогресс. Оно описывается не только как скрытая склонность, но и как одно из пяти умственных препятствий (панча ниварана) и десяти оков (даса самьоджана).
Существует два вида сомнений. Во-первых, человек может искренне сомневаться относительно какого-то аспекта учения Будды или духовной практики на пути к окончательному просветлению. Этот тип сомнения возникает из-за недостатка знаний о конкретном аспекте, но это здоровое сомнение, которое через правильное исследование и изучение принесет правильные знания, способствующие практике.
Во-вторых, у человека может возникнуть скептическое сомнение, и это умственное загрязнение, которое отрицательно скажется на его духовном прогрессе. У медитирующего могут появиться сомнения в собственной практике, в учителе или в самом учении. В буддийском учении описаны восемь различных типов скептических сомнений:
1. сомнение в Будде;
2. сомнение в Дхамме;
3. сомнение в Сангхе;
4. сомнение в необходимой духовной подготовке (шила, самадхи и пання);
5. сомнения относительно прошлого;
6. сомнения относительно будущего;
7. сомнения в отношении как прошлого, так и будущего;
8. сомнение в обусловленности или в зависимом происхождении (пратитья-самутпада).

#### Скрытая склонность к жажде к существованию (бхава-раганусая)
Излагая Четыре благородные истины, Будда назвал причиной страдания жажду/тягу/пристрастие (танха) и перечислил три типа:
- жажда чувственных удовольствий (кама-танха);
- жажда существования (бхава-танха);
- жажда несуществования или уничтожения (вибхава-танха).

Считается, что хотя жажда делится на три типа, тяга к чувственному удовольствию и тяга к несуществованию также являются различными аспектами жажды к существованию, которая считается основной формой. Скрытая склонность к стремлению к существованию состоит из:
- желания переродиться в тонком материальном мире (рупа рага);
- желания переродиться в нематериальном мире (арупа рага).

Рождение в тонком материальном мире (рупа лока) и нематериальном мире (арупа лока) достигается через развитие глубоких состояний поглощённости (джхана), которые развиваются практикой медитации сосредоточения (саматха бхавана).

## Механизм действия
В Маха малункья сутте МН 64 Будда заявил, что пять нижних из десяти оков могут существовать в виде скрытых наклонностей даже у младенца. Этими пятью низшими оковами являются:
1. чувственное вожделение (камарага)
2. гнев/злонамеренность (патигха)
3. иллюзия существования неизменного Я (саккая диттхи)
4. скептическое сомнение (вичикичча)
5. привязанность к обрядам и ритуалам (силаббата-парамаса).

Когда объект чувств воспринимается через одну из шести дверей чувств, возникает ощущение, зависящее от контакта (пхасса), которое является комбинацией трех аспектов чувственного объекта, двери чувств и соответствующего сознания. В буддийском учении описаны три основных типа ощущений: приятное, неприятное/болезненное и нейтральное (ни болезненное, ни приятное). В Чулаведалла сутте МН 44 говорится, что в основе приятного чувства лежит скрытная наклонность к желанию чувственного удовольствия (камараганусая), неприятного — скрытая наклонность к отвращению (патигханусая), а нейтрального — латентная тенденция к неведению (авиджанусая). Однако есть исключения. Например, приятное чувство, испытываемое на начальных стадиях глубокого поглощения (джхана) во время медитации концентрации не имеет в своей основе скрытой наклонности к чувственному удовольствию. Аналогично, неприятное чувство, испытываемое медитирующим из-за тоски по ещё не достигнутым Благородным стадиям, не имеет в основе скрытой наклонности к отвращению, а невозмутимость (упекха) четвертой джханы не имеет в основе скрытой тенденции к неведению.
Наклонности к жажде чувственных удовольствий и отвращению в некотором смысле связаны друг с другом. Приятное ощущение приятно, пока оно остается, и болезненно, когда оно изменяется, тогда как неприятное ощущение болезненно, пока оно остается, и приятно, когда оно меняется.

## Пути избавления от скрытых наклонностей
В отношении семи скрытых наклонностей Будда рекомендовал развивать Благородный восьмеричный путь:
Благородный восьмеричный путь следует развивать ради прямого знания этих семи скрытых склонностей, ради полного их понимания, ради полного их уничтожения, ради полного их отбрасывания…
Когда медитирующий, развивая свой ум, практикует медитацию концентрации (саматха бхавана), он может довести концентрацию до уровня однонаправленности, а затем постепенно достичь более высоких уровней глубокой поглощенности, называемых дхьянами. Существует четыре состояния тонкоматериального поглощения (рупа дхьяна) и четыре состояния нематериального поглощения (арупа дхьяна). Эти состояния достигаются путем полного подавления пяти ментальных препятствий путём развития противодействующих им пяти факторов. Однако даже при таком уровне умственного развития анусайя существуют в спящем состоянии и будут реагировать при каждом подходящем условии. Они станут обуславливать неблагие корни жадности (лобха), ненависти (доса) и невежества (моха), приводя к неблагим действиям телом, речью и умом.
Прежде чем работать над устранением скрытых наклонностей очень важно сначала устранить скрытую наклонность к неправильному воззрению. Путём слушания истинного учения Будды (саддхаммасавана) и мудрого внимания (йонсоманасикара), последователь сможет полностью искоренить скрытую наклонность к неправильному воззрению, развив правильное воззрение (самма диттхи) и достигнув уровня сотапанны. При устранении неправильных взглядов на уровне сотапанны скрытая склонность к сомнению (вичикиччханусая) полностью искореняется.
Камараганусая и пратигханусая сохраняются даже при достижении первой стадии просветления, называемой вступлением в поток (сотапанна), она ослабевает к моменту достижения второй стадии единожды возвращающегося (сакадагамин) и полностью искореняется только на третьей стадии невозвращающегося (анагамин). Тонкое заблуждение в форме «я есть» (асми мана), является чрезвычайно сильным умственным загрязнением, от которого трудно избавиться и который может существовать даже сотапанны, сакадагамина и анагамина. Оно устраняется только когда человек достигает последней Благородной стадии араханта. Тогда же полностью искореняется и жажда к существованию (бхава-раганусая).